# 六广河大桥 (息黔高速)
息黔高速六广河大桥是中国贵州省的一座高速公路斜拉桥，位于修文县六桶镇与黔西市太来乡交界处，跨越乌江中游六广河，是贵州高速公路网“横三”息烽至黔西高速公路的控制性工程。大桥于2015年7月8日正式开工，2016年12月22日合龙，2017年1月26日建成通车。

## 设计
大桥全长1,280（4,199英尺），跨径布置为5×40米（T梁）+（243+580+243）米斜拉桥，桥梁起点桩号K39+557.00，终点桩号K40+837.00，桥梁中心桩号K40+300。主桥为主跨580米的双塔双索面叠合梁斜拉桥，位居中国同类型桥梁第六。主桥桥面宽度为27.7（91英尺），采用“工”字型钢主梁与桥面预制板焊接组成组合梁体系；引桥桥面宽度为24.5（80英尺）。主塔采用钢筋混凝土塔柱结构，外形为折H形，薄壁空心花瓶形索塔，群桩基础，其中7号主塔（息烽岸）高236（774英尺），8号主塔（黔西岸）高248（814英尺）；辅助墩为空心薄壁墩，群桩基础；桥台采用重力式桥台。
大桥桥面距水面高差达345（1,132英尺），主塔顶距河面高差达495（1,624英尺）。

### 主要技术指标
- 设计基准期：100年；
- 设计荷载：公路-Ⅰ级；
- 设计速度：80公里/小时；
- 设计水位：设计洪水频率为1/300，桥梁高程由路线控制，不受洪水位控制；
- 地震设防标准：Ⅳ度区，地震动峰值加速度小于0.05g，按Ⅶ度采取抗震措施；
- 设计风速：设计基本风速25.8米/秒（1/100）；
- 设计温度：桥位区极端日平均最高气温为27.8℃，极端日平均最低气温为-5.5℃，年平均气温为14.2℃，设计合龙温度取15℃；
- 桥面纵向坡度：主桥为±1%。[4]